# Grewia caffra
Grewia caffra là một loài thực vật có hoa trong họ Cẩm quỳ. Loài này được Meisn. mô tả khoa học đầu tiên năm 1843.